# Ossubtus xinguense
Ossubtus xinguense – gatunek słodkowodnej ryby kąsaczokształtnej z rodziny piraniowatych (Serrasalmidae), jedyny przedstawiciel rodzaju Ossubtus. Występuje w dorzeczu Xingu w Brazylii. Osiąga około 18 cm długości standardowej (SL).